# Аланд (Алтмарк)
Аланд (њем. Aland) општина је у њемачкој савезној држави Саксонија-Анхалт. Једно је од 26 општинских средишта округа Штендал. Према процјени из 2010. у општини је живјело 1.306 становника. Посједује регионалну шифру (AGS) 15090003.

## Географија
Аланд се налази у савезној држави Саксонија-Анхалт у округу Штендал. Општина се налази на надморској висини од 17 метара. Површина општине износи 74,1 km².

## Становништво
У самом мјесту је, према процјени из 2010. године, живјело 1.306 становника. Просјечна густина становништва износи 18 становника/km².